# Stefan Stambołow
Stefan Stambołow, bułg. Стефан Стамболов (ur. 31 stycznia 1854 w Wielkim Tyrnowie, zm. 6 lipca 1895 w Sofii) – polityk bułgarski.

## Życiorys
Syn kupca. Kształcił się w seminarium duchownym w Odessie. Potem był nauczycielem w Tyrnowie. Od młodości uczestniczył w tajnych organizacjach liberalnych dążących do zrzucenia panowania tureckiego w Bułgarii. Działacz Bułgarskiego Rewolucyjnego Komitetu Centralnego (1869–1876). 
W l. 1884–1885 przewodniczący Zgromadzenia Narodowego. W 1886 wchodził w skład rządu Petko Karawełowa. Po zrzeczeniu się tronu bułgarskiego w 1886 przez Aleksandra Battenberga był przewodniczącym Rady Regencyjnej. W l. 1886–1887 lider Partii Narodowo-Liberalnej tzw. stambołowistów. W l. 1887–1894 stał na czele rządu. Ustanowił w Bułgarii dyktaturę i reżim policyjny. W polityce zagranicznej popierał Austro-Węgry i Niemcy.
W maju 1894 pod naciskiem narodu odsunięty od władzy. Ustąpił ze stanowiska premiera. Przeszedł do opozycji zwróconej przeciw księciu (późniejszemu królowi) Ferdynandowi Koburskiemu.
Zabity przez najemników macedońskich na zlecenie przeciwników politycznych, w tym agentów dworu.